# تيرينس ماكينغو
تيرينس ماكينغو (بالفرنسية: Terence Makengo)‏ هو لاعب كرة قدم فرنسي في مركز الهجوم، ولد في 22 يونيو 1992 في بولوني سور مير في فرنسا. شارك مع منتخب فرنسا تحت 17 سنة لكرة القدم ومنتخب فرنسا تحت 20 سنة لكرة القدم. أما مع النوادي، فقد لعب مع نادي أوكسير ونادي شاتورو ونادي موناكو.

## وصلات خارجية
- تيرينس ماكينغو على موقع رابطة كرة القدم الفرنسية للمحترفين (الإنجليزية)
- تيرينس ماكينغو على موقع قاعدة بيانات كرة القدم.إي يو (الإنجليزية)
- تيرينس ماكينغو على موقع ليكيب (الفرنسية)
- تيرينس ماكينغو على موقع Soccerway.com (الإنجليزية)
- تيرينس ماكينغو على موقع AS.com (الإسبانية)